# Fort Embourg

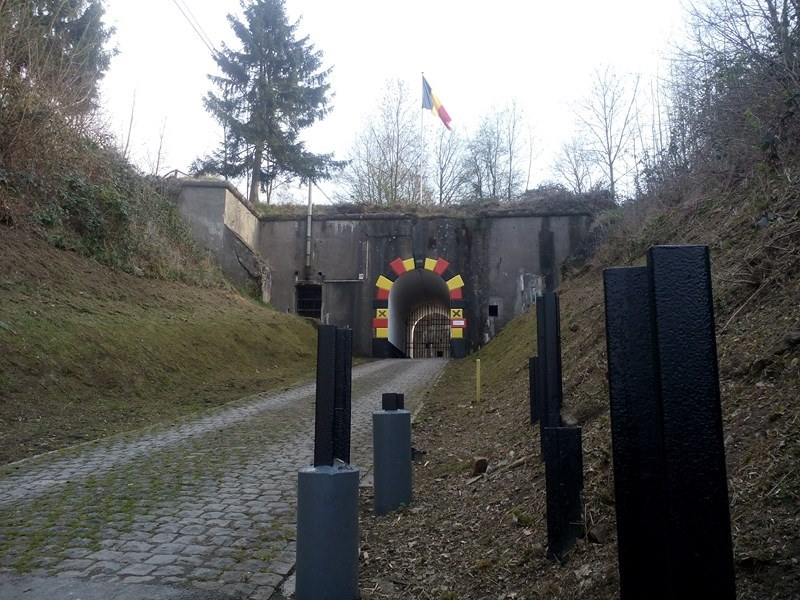
Ingang fort

Fort Embourg is een van de twaalf forten rond Luik opgericht voor de verdediging van de Belgische stad Luik in de late negentiende eeuw op initiatief van Belgische generaal Henri Alexis Brialmont. Het ligt ten zuidwesten van Luik ten zuiden van Embourg. Het fort stamt uit 1888.
Bij de toegang naar het fort staat een Tankmonument.

## Kaart

De positie van het fort in de fortengordel.